# Apetahia seigelii
Apetahia seigelii är en klockväxtart som beskrevs av Florence. Apetahia seigelii ingår i släktet Apetahia och familjen klockväxter. Inga underarter finns listade i Catalogue of Life.